# Muzeul de Istorie a Fotografiei din Cracovia

Localizare, districtul Krowodrza, Cracovia

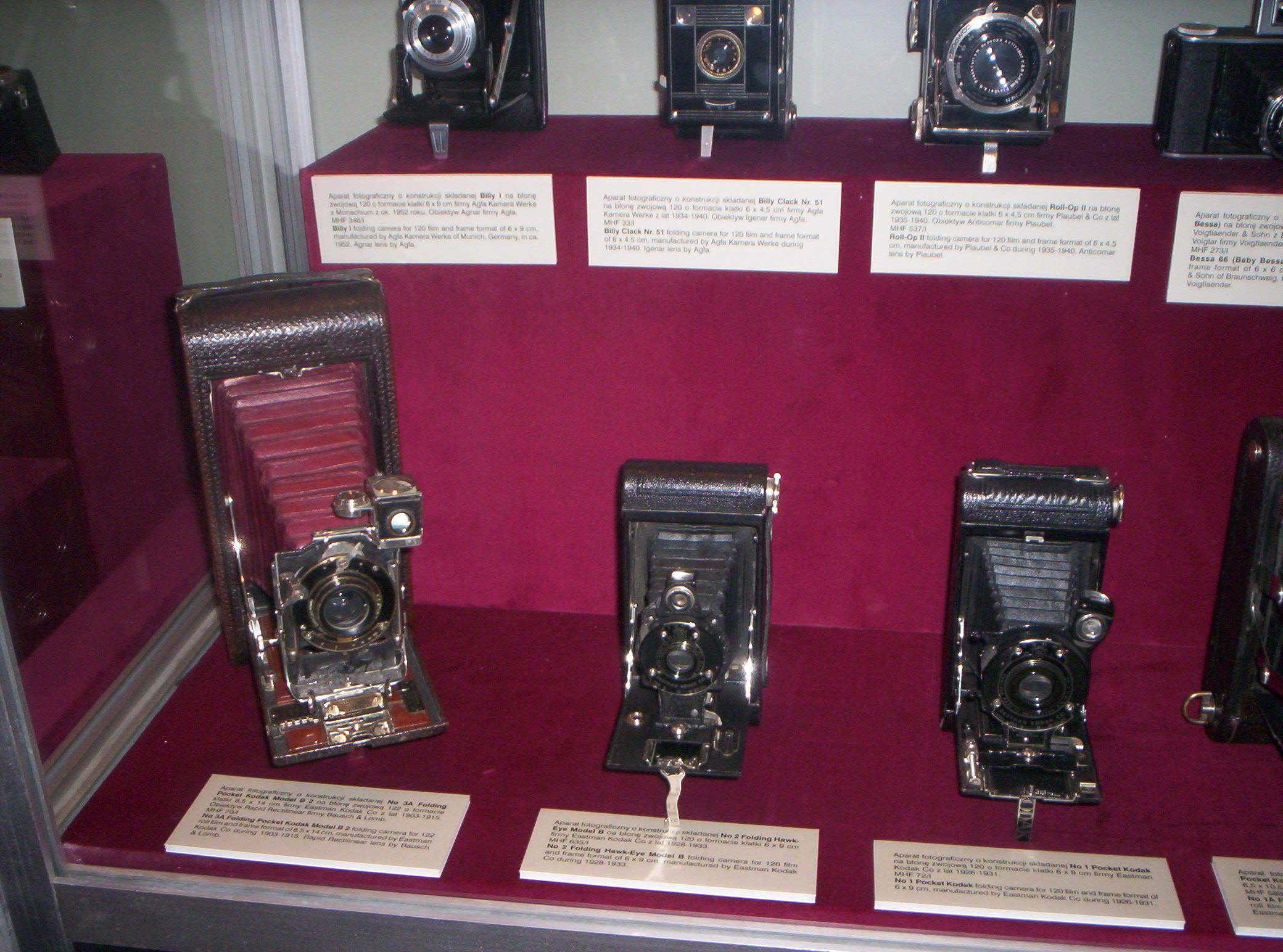
Fragment din expoziţie

Muzeul de Istorie a Fotografiei din Cracovia (în poloneză Muzeum Historii Fotografii w Krakowie), Polonia, este un muzeu înființat în anul 1986, cu trei ani înainte de dezmembrarea Imperiului Sovietic.  
Misiunea muzeului este colecționarea și popularizarea fotografiilor istorice, precum și cercetarea lor și, mai recent, transferul lor pe suport digital pentru muzeu on-line. Este singurul muzeu din Polonia dedicat exclusiv fotografiei. Se întinde în câteva camere de mărimea unor debarale care găzduiesc și o serie de expoziții fotografice temporare, cu câteva fotografii stereoscopice timpurii minunate, comemorând atacul asupra Parisului din 1871, o cameră obscură veche, mormane de aparate vechi și o colecție de imagini istorice ale  Cracoviei.
În afară de exponate și simpozioane internaționale, muzeul are în administrare propria bibliotecă vastă de albume, cataloage, cărți și manuale, precum și o sală de presă.  
Colecția muzeului conține în prezent circa 2000 de obiecte, 600 de diferite tipuri de camere foto, fabricate între anii 1880 și 2005. O altă parte a colecției este dedicată lentilelor, laboratoarelor foto, diverselor echipamente și recuzite.
Turnul Primăriei – tot ce a mai rămas din primăria din secolul al XVI-lea devastată de foc și dărâmată de austrieci la începutul secolului al XIX-lea, cu o înălțime de aproape 70 de metri, găzduiește o secție a Muzeului de Istorie din Cracovia. Panorama asupra pieței și a orașului merită efortul de a urca cele 110 treptele înalte de piatră.